# Francesc Vallès i Cuchí
Francesc Vallès i Cuchí (Reus 17 de maig de 1797- Barcelona 1879) va ser un arquitecte català.
Fill de Narcís Vallès, mestre d'obres i de Josepa Cuchí Ferran. Nebot de Tomàs Vallès, amb el mateix ofici, Va estudiar arquitectura a l'Escola de la Llotja, on va ser deixeble d'Antoni Cellers, i es va titular a Madrid el 1825. El 1826 es va establir a Barcelona, on va redactar un projecte que no s'arribà a realitzar, de reforma de la plaça de Sant Jaume i la façana de la casa de la ciutat. Va dissenyar i dirigir la construcció de la Font de Neptú a Igualada, amb Damià Campeny que en portà la direcció artística (1827-1832), i va dictaminar sobre el projecte del Teatre del Liceu el 1846. D'edificis importants construïts per ell es coneix la casa Vilageliu, al carrer de Ferran de Barcelona, edificada el 1847. El 1848 va aixecar els plànols del convent de Framenors que havia estat enderrocat el 1837, i va projectar la reconstrucció de l'església de Sant Joan Despí el 1850. Va ser acadèmic de mèrit de San Fernando.